# Masacre de Budge

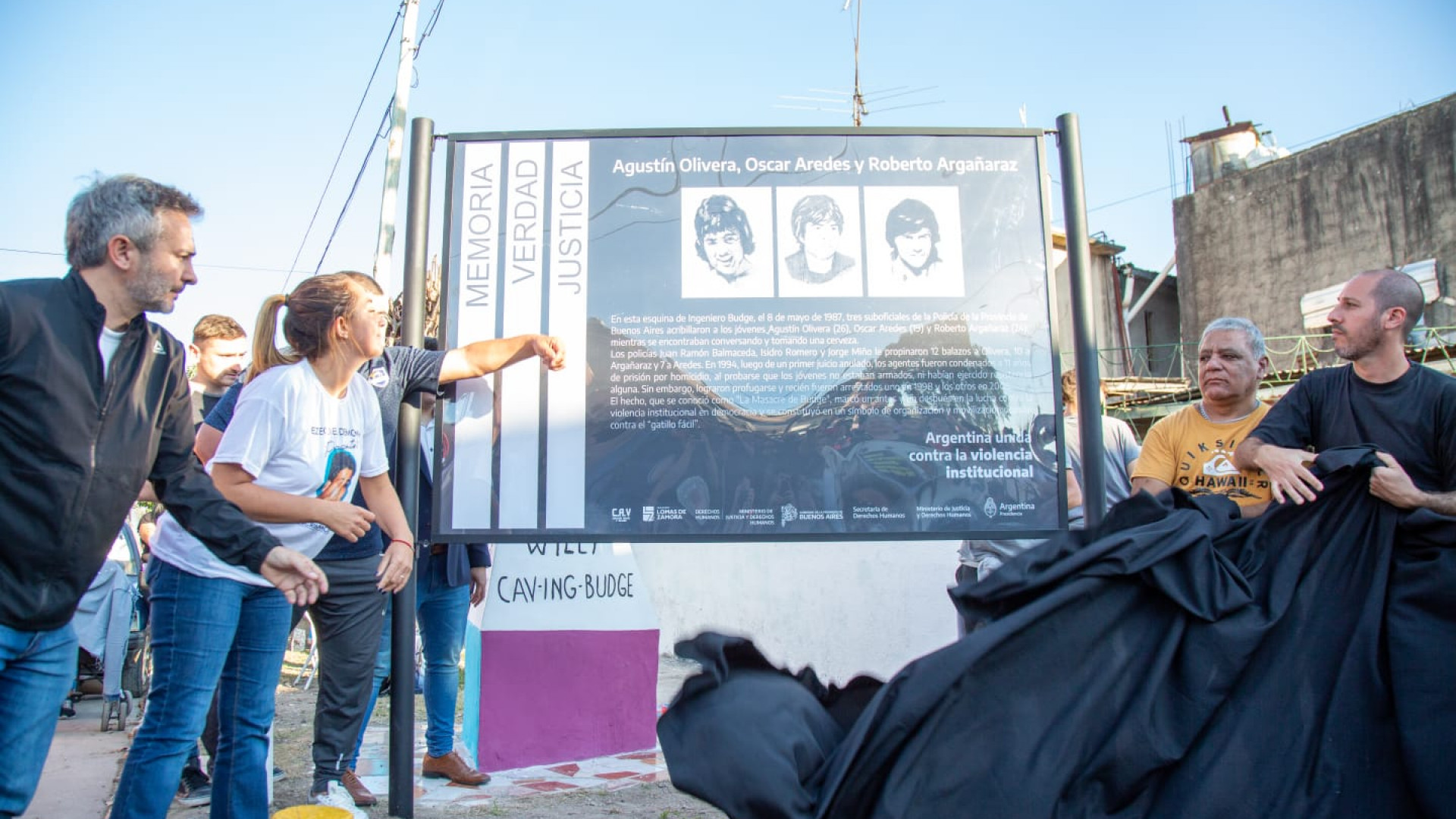
Cartel en homenaje a las víctimas de la Masacre de Budge.

La Masacre de Budge fue el asesinato a mano de suboficiales de la Policía Bonaerense de tres jóvenes en la localidad de  Ingeniero Budge, en Argentina, el 8 de mayo de 1987. La masacre detonó el primer caso de movilización barrial, convirtiéndose en un símbolo de gatillo fácil, y logrando la condena de los tres policías, bajando el umbral de tolerancia a la impunidad.
En 2012, el diputado Leonardo Grosso presentó un proyecto de ley para la creación del "Día Nacional de la Lucha contra la Violencia Institucional en Argentina" en conmemoración de este hecho. La ley 26.811 fue aprobada el 28 de noviembre de 2012 y promulgada el 8 de enero de 2013.
La antropóloga Laura Gingold escribió en 1997 el libro “Memoria, moral y derecho. El caso de Ingeniero Budge (1987-1994)” acerca de este hecho.

## Los hechos
El 8 de mayo de 1987, a las siete de la tarde, tres suboficiales de la Policía acribillaron a tres amigos que conversaban y tomaban una cerveza en la esquina de Guaminí y Figueredo, a tres cuadras de Camino Negro y a tres del Riachuelo, en la periferia de Lomas de Zamora pero al borde de la Capital.
Los asesinados fueron Agustín Olivera (26 años), Óscar Aredes (19) y Roberto Argañaraz (24). El suboficial de la Bonaerense Juan Ramón Balmaceda fue el artífice del fusilamiento de los tres amigos.
El abogado defensor de los familiares de las víctimas fue León Zimerman, uno de los fundadores de la Coordinadora contra la Represión Policial e Institucional.

## Los asesinos
Por el crimen fueron condenados a 11 años de prisión Balmaceda, el cabo primero Juan Alberto Miño y el cabo Isidro Rito Romero. Los tres estuvieron prófugos y según los querellantes con protección policial en su fuga. María del Carmen Verdú, de la Coordinadora contra la Represión Policial e Institucional, sostuvo que los hechos de Budge fueron «la primera experiencia de organización barrial para exigir justicia en un caso de violencia represiva.»
Romero fue el primero en ser detenido, el 9 de octubre de 1998, once años después del triple crimen. Miño fue capturado el 19 de septiembre de 2006, en tanto que Balmaceda fue encontrado por la policía el 2 de noviembre de ese mismo año.